# Phanoperla lobata
Phanoperla lobata és una espècie d'insecte plecòpter pertanyent a la família dels pèrlids.

## Descripció
- Els adults conservats en alcohol són de color pàl·lid sense taques fosques al cap i amb les potes de color marró clar. Les ales són membranoses amb la nervadura de color marró clar.
- Les ales anteriors dels mascles fan entre 7 i 7,5 mm de llargària.[4]

## Distribució geogràfica
Es troba al Vietnam.